# Denis Drăguș
Denis Mihai Drăguș (ur. 6 lipca 1999 w Bukareszcie) – rumuński piłkarz, grający na pozycji napastnika w tureckim klubie Trabzonspor oraz w reprezentacji Rumunii. Uczestnik Mistrzostw Europy 2024.

## Kariera piłkarska
Swoją karierę piłkarską Drăguș rozpoczynał w juniorach takich klubów jak: Sfântul Pantelimon (2010-2012), Pro Luceafărul Bukareszt (2012-2014) i Akademii Piłkarskiej Gheorghe Hagiego (2014-2016). W 2017 roku stał się członkiem zespołu Viitorul Konstanca. 27 sierpnia 2017 zadebiutował w jego barwach w pierwszej lidze rumuńskiej w wygranym 2:1 wyjazdowym meczu z Concordią Chiajna. W sezonie 2018/2019 zdobył z Viitorulem Puchar Rumunii.
7 sierpnia 2019 Drăguș został sprzedany za 1,8 miliona euro do Standardu Liège. W nim swój debiut zanotował 1 września 2019 w przegranym 0:1 wyjazdowym meczu z Anderlechtem.
We wrześniu 2020 roku Drăguș został wypożyczony do grającego w Serie A, FC Crotone. W nim zadebiutował 20 września 2020 w przegranym 1:4 wyjazdowym spotkaniu z Genoą. Na koniec sezonu 2020/2021 spadł z Crotone do Serie B.
Latem 2021 Drăguș wrócił do Standardu.
| Sezon   | Klub               | Kraj    | Rozgrywki       | Mecze | Gole |
| ------- | ------------------ | ------- | --------------- | ----- | ---- |
| 2017/18 | Viitorul Konstanca | Rumunia | Liga I          | 14    | 1    |
| 2018/19 | Viitorul Konstanca | Rumunia | Liga I          | 31    | 7    |
| 2019/20 | Viitorul Konstanca | Rumunia | Liga I          | 1     | 0    |
| 2019/20 | Standard Liège     | Belgia  | Eerste klasse A | 2     | 0    |
| 2020/21 | FC Crotone         | Włochy  | Serie A         | 9     | 0    |

## Kariera reprezentacyjna
Drăguș występował w młodzieżowych reprezentacjach Rumunii na szczeblach U-19 i U-21. W reprezentacji Rumunii zadebiutował 10 września 2018 roku w zremisowanym 2:2 meczu Ligi Narodów 2018/2019 z Serbią, rozegranym w Belgradzie. W 61. minucie tego meczu został zmieniony przez Alexandru Mitrițę.